# Partito della Libertà Inkata
Il Partito della Libertà Inkata (Inkatha Freedom Party, IFP), precedentemente noto come Movimento di Liberazione Culturale Nazionale Inkata (Inkatha National Cultural Liberation Movement) è un partito politico sudafricano. Fondato nel 1975 da Mangosuthu Gatsha Buthelezi, ex leader della Lega Giovanile del Congresso Nazionale Africano, rappresenta in modo particolare gli interessi del popolo zulu, e gode di un forte consenso nella provincia del KwaZulu-Natal.

## Storia
L'IFP nacque nel 1975 per scissione dall'African National Congress. I fondatori dell'IFP condividevano le istanze anti-apartheid dell'ANC ma si opponevano alla direzione che tale movimento aveva preso dopo gli anni sessanta, abbandonando la filosofia pacifista e gandhiana delle origini e intraprendendo azioni di guerriglia e sabotaggio attraverso il suo braccio armato, le Umkhonto we Sizwe ("lance della nazione").
Dopo la sconfitta del regime dell'apartheid nei primi anni novanta, la politica dell'IFP si caratterizzò in senso indipendentista, a favore della nascita di un regno zulu autonomo. Il partito alla fine dell'apartheid propose il mantenimento e la completa indipendenza dei bantustan zulu: i separatisti neri si unirono in alleanza all'estrema destra bianca dell'Afrikaner Weerstandsbeweging nella lotta contro lo stato unico voluto dall'ANC; i paramilitari boeri addestrarono le milizie Inkhata per un periodo, dopo un accordo con il leader AWB Eugène Terre'Blanche.
Non vedendo riconosciute le proprie aspirazioni nella nuova Costituzione, l'IFP reagì inizialmente scegliendo di non presentarsi alle elezioni; questa decisione fu ritrattata quando il governo centrale scese a patti con i movimenti zulu accordando una forte autonomia alla provincia del Natal, ribattezzata KwaZulu-Natal.
Alle elezioni del 1994 l'IFP ottenne il 10,5% dei voti e 43 seggi. Nelle successive elezioni del 1999 il partito scese all'8,9% e 34 seggi, salvo divenire il primo partito del KawaZulu-Natal con il 41,9% dei voti. Alle politiche del 2004, l'IFP ha ulteriormente diminuito i propri voti, passando al 7% ed a 28 seggi. Nelle elezioni della provincia del KawaZulu-Natal, sempre nel 2004, l'IFP abbandonò la coalizione con l'ANC e si è schierato con l'Alleanza Democratica. La nuova Coalizione ha ottenuto 37 seggi, contro i 38 dell'ANC, che è stato costretto a dar vita ad un esecutivo di minoranza contando sul sostegno di liste minori.
Alle elezioni politiche del 2009, l'IFP si è fermato al 4,55% dei voti ed ha eletto 18 deputati, 5 in meno. Il calo dell'IFP ha avvantaggiato il Congresso del Popolo (COPE) (7,4% dei voti), formazione nata dalla scissione dell'ala anti-Zuma dell'ANC. L'IFP si è confermata la seconda forza politica del KwaZulu-Natal con il 27,3% dei consensi, ma l'ANC è tornata alla guida della regione con 51 seggi su 80.